# Kopfräude
Als Kopfräude bezeichnet man eine durch Milben hervorgerufene Parasitose bei Tieren mit einer begrenzten Lokalisation auf den Kopf. Die Kopfräude kommt bei Hauspferd, Hausrind, Hausziege, Hausschaf, Haushund, Hauskatze und Hauskaninchen vor. Bei einer auf das Ohr begrenzten Lokalisation spricht man von einer Ohrräude.
Häufigster Auslöser sind die tierartlich spezifischen Unterarten der Räudemilbe (Sarcoptes scabiei), wobei hier eine Tendenz zur Ausbreitung auf den ganzen Körper besteht. Bei der Katze ist es vor allem Notoedres cati (→ Kopfräude der Katze), bei Kaninchen Notoedres cuniculi, beim Meerschweinchen Trixacarus caviae und beim Rind Psoroptes bovis.
Die Kopfräude ist durch starken Juckreiz und schwere Hautveränderungen mit Belägen, Krusten, Hautverdickung (Hyperkeratose, Lichenifikation) und Haarausfall gekennzeichnet.
Die Behandlung erfolgt durch akarizid wirksame Arzneistoffe wie Organophosphate, Avermectine oder Isoxazoline. Bei lebensmittelliefernden Tieren sind die Bestimmungen der Verordnung (EG) Nr. 470/2009 über Rückstandshöchstmengen pharmakologisch wirksamer Stoffe in Lebensmitteln tierischen Ursprungs zu beachten. Es muss stets der gesamte Bestand behandelt werden.